# Paul O'Montis
Paul O’Montis, de son vrai nom Paul Wendel (né le 3 avril 1894 à Budapest, mort le 17 juillet 1940 au camp de concentration d'Oranienbourg-Sachsenhausen) est un humoriste et chanteur allemand.

## Biographie
Paul Wendel grandit à Hanovre et arrive à Berlin en 1924, où il acquiert une première expérience théâtrale sur diverses scènes de cabaret. Quand il fait partie en 1926 de la revue Laterna Magica de Friedrich Hollaender, son nom apparaît pour la première fois dans la presse. Son premier disque est publié par Odeon en 1927, accompagné du violoniste Dajos Béla et de son orchestre de danse. Au total, il réalise avec Odeon 70 enregistrements, mais tous ne sont pas publiés. En 1929, il signe avec Deutsche Grammophon, où Paul Godwin l'accompagne avec son orchestre. Mischa Spoliansky l'accompagne également au piano.
Il utilise un style caricatural et mondain, sa spécialité est les blagues et les chansons absurdes, dont les paroles sont caractérisées par leurs jeux de mots et leurs ambiguïtés. Son homosexualité ouverte amène à quelques pièces et interprétations.
Il est sur de nombreuses scènes de cabaret berlinois telles que le Café Meran, le Boulevard Theatre, la Floride, le Simpl, la Scala et le Wintergarten, mais le Corso Cabaret de Hanovre et le Trichter de Hambourg. Il participe aussi à des émissions radiophoniques.
Après la prise du pouvoir par les national-socialistes en 1933, il se réfugie à Vienne à la fin de l'année, se produisant en Autriche, aux Pays-Bas et en Suisse. En 1935, il lui est interdit de se produire en Allemagne. Après l'Anschluss en 1938, il fuit à Prague. Il y est arrêté en 1939 et emmené à Zagreb et plus tard à Łódź. Les raisons de l'arrestation et du long voyage sont inconnus. Le 30 mai 1940, il est admis au camp de concentration de Sachsenhausen en tant que prisonnier au triangle rose et y meurt six semaines plus tard, à l'âge de 46 ans. Le rapport de l'administration du camp parle de "suicide", contrairement à différents témoignages, selon lesquels Paul O'Montis est assassiné par le responsable du bloc.

## Discographie
| Was hast du für Gefühle, Moritz            | 1927 | Richard Fall / Fritz Löhner-Beda                                 | Odeon O-2351a  |
| In der Bar zum Krokodil                    | 1928 | Texte : Fritz Löhner-Beda, musique : Willy Engel-Berger          | Odeon O-2655   |
| Ich bin verrückt nach Hilde                | 1929 | Otto Stransky / Rebner                                           | Odeon O-11072  |
| Was kann der Sigismund dafür               | 1930 | Ralph Benatzky                                                   | Odeon O-11303a |
| Wochenend und Sonnenschein                 | 1930 | Texte : Charles Amberg, musique : Milton Ager, flûte : Hans Bund | Odeon O-11303b |
| Ramona Zündloch                            | 1930 | Erwin Reich / Frank Günther                                      | Odeon O-11330a |
| Mein Bruder macht im Tonfilm die Geräusche | 1930 | Fred Raymond, Luigi Bernauer / Charles Amberg                    | Odeon O-11330b |